# Comoé (Burkina Faso)
Comoé is een van de 45 provincies van Burkina Faso. De hoofdstad is Banfora.

## Geografie
Comoé heeft een oppervlakte van 15.277 km² en ligt in de regio Cascades. De provincie grenst in het zuiden aan Ivoorkust.
De provincie is onderverdeeld in 9 departementen: Banfora, Bérégadougou, Mangodara, Moussodougou, Niangoloko, Ouo, Sideradougou, Soubakaniedou en Tiefora.

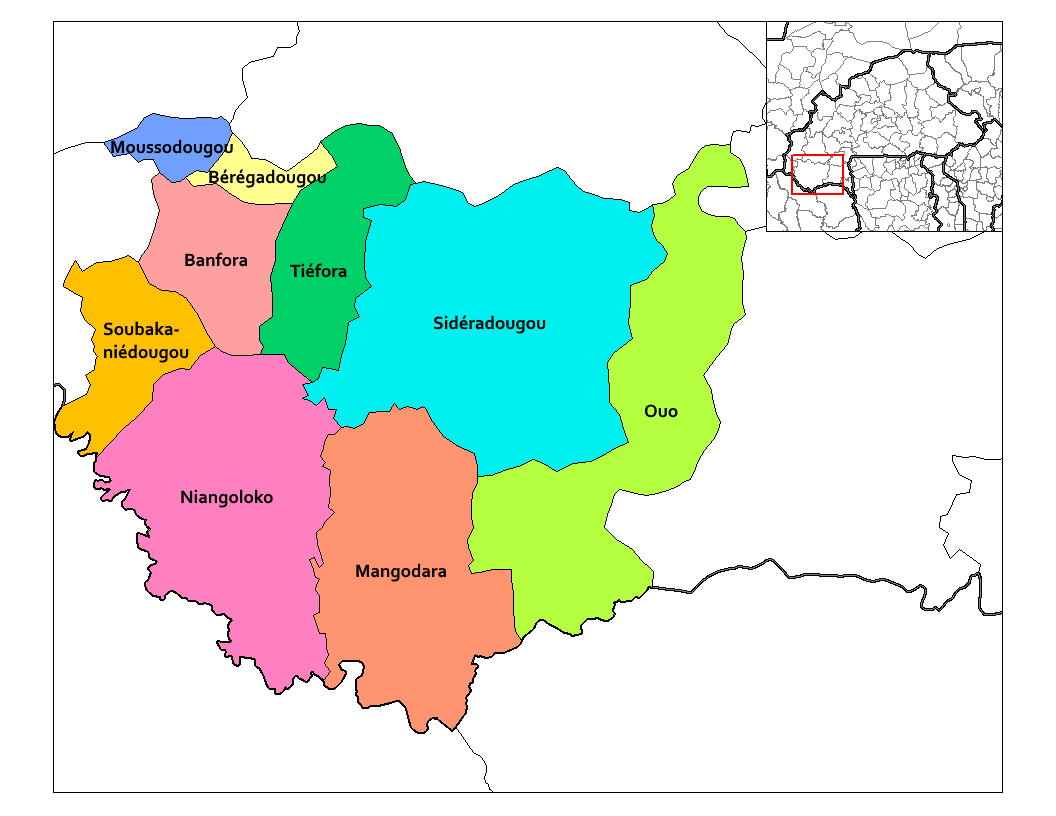
Departementen van Comoé

## Bevolking
In 1996 leefden er 241.376 mensen in de provincie. In 2019 waren dat er naar schatting 633.000.
Balé · Bam · Banwa · Bazéga · Bougouriba · Boulgou · Boulkiemdé · Comoé · Ganzourgou · Gnagna · Gourma · Houet · Ioba · Kadiogo · Kénédougou · Komondjari · Kompienga · Kossi · Koulpélogo · Kouritenga · Kourwéogo · Léraba · Loroum · Mouhoun · Nahouri · Namentenga · Nayala · Noumbiel · Oubritenga · Oudalan · Passoré · Poni · Sanguié · Sanmatenga · Séno · Sissili · Soum · Sourou · Tapoa · Tuy · Yagha · Yatenga · Ziro · Zondoma · Zoundwéogo